# Wereldkampioenschap superbike van Monza 2003
Het wereldkampioenschap superbike van Monza 2003 was de vierde ronde van het wereldkampioenschap superbike en het wereldkampioenschap Supersport 2003. De races werden verreden op 18 mei 2003 op het Autodromo Nazionale Monza nabij Monza, Italië.

## Superbike

### Race 1
| Pos | Nr  | Rijder              | Constructeur | Rondes | Tijd                | Grid | Punten |
| --- | --- | ------------------- | ------------ | ------ | ------------------- | ---- | ------ |
| 1   | 100 | Neil Hodgson        | Ducati       | 18     | 32:38.264           | 1    | 25     |
| 2   | 55  | Régis Laconi        | Ducati       | 18     | +0.352              | 4    | 20     |
| 3   | 10  | Gregorio Lavilla    | Suzuki       | 18     | +0.389              | 5    | 16     |
| 4   | 52  | James Toseland      | Ducati       | 18     | +0.396              | 3    | 13     |
| 5   | 7   | Pierfrancesco Chili | Ducati       | 18     | +1.617              | 2    | 11     |
| 6   | 9   | Chris Walker        | Ducati       | 18     | +24.138             | 7    | 10     |
| 7   | 11  | Rubén Xaus          | Ducati       | 18     | +30.889             | 15   | 9      |
| 8   | 20  | Marco Borciani      | Ducati       | 18     | +31.609             | 9    | 8      |
| 9   | 99  | Steve Martin        | Ducati       | 18     | +32.877             | 12   | 7      |
| 10  | 19  | Lucio Pedercini     | Ducati       | 18     | +35.902             | 6    | 6      |
| 11  | 39  | Alessandro Gramigni | Yamaha       | 18     | +41.700             | 10   | 5      |
| 12  | 31  | Vittorio Iannuzzo   | Suzuki       | 18     | +45.872             | 8    | 4      |
| 13  | 4   | Troy Corser         | Petronas     | 18     | +54.204             | 11   | 3      |
| 14  | 6   | Mauro Sanchini      | Kawasaki     | 18     | +1:13.406           | 14   | 2      |
| 15  | 28  | Serafino Foti       | Ducati       | 18     | +1:27.704           | 18   | 1      |
| 16  | 16  | Sergio Fuertes      | Suzuki       | 18     | +1:31.924           | 23   |        |
| 17  | 82  | Lorenzo Mauri       | Ducati       | 17     | +1 ronde            | 24   |        |
| 18  | 50  | Marco Masetti       | Ducati       | 17     | +1 ronde            | 22   |        |
| DNF | 5   | Ivan Clementi       | Kawasaki     | 16     | Uitgevallen         | 17   |        |
| DNF | 8   | James Haydon        | Petronas     | 14     | Uitgevallen         | 20   |        |
| DNF | 15  | Giovanni Bussei     | Yamaha       | 12     | Uitgevallen         | 13   |        |
| DNF | 91  | Walter Tortoroglio  | Honda        | 2      | Uitgevallen         | 21   |        |
| DNS | 33  | Juan Borja          | Ducati       | 0      | Niet gestart        |      |        |
| DNQ | 23  | Jiří Mrkývka        | Ducati       | 0      | Niet gekwalificeerd |      |        |

### Race 2
| Pos | Nr  | Rijder              | Constructeur | Rondes | Tijd                | Grid | Punten |
| --- | --- | ------------------- | ------------ | ------ | ------------------- | ---- | ------ |
| 1   | 100 | Neil Hodgson        | Ducati       | 18     | 32:41.366           | 1    | 25     |
| 2   | 10  | Gregorio Lavilla    | Suzuki       | 18     | +0.044              | 5    | 20     |
| 3   | 7   | Pierfrancesco Chili | Ducati       | 18     | +0.657              | 2    | 16     |
| 4   | 55  | Régis Laconi        | Ducati       | 18     | +0.998              | 4    | 13     |
| 5   | 52  | James Toseland      | Ducati       | 18     | +6.379              | 3    | 11     |
| 6   | 9   | Chris Walker        | Ducati       | 18     | +27.289             | 7    | 10     |
| 7   | 99  | Steve Martin        | Ducati       | 18     | +39.585             | 12   | 9      |
| 8   | 20  | Marco Borciani      | Ducati       | 18     | +39.820             | 9    | 8      |
| 9   | 31  | Vittorio Iannuzzo   | Suzuki       | 18     | +39.881             | 8    | 7      |
| 10  | 19  | Lucio Pedercini     | Ducati       | 18     | +43.406             | 6    | 6      |
| 11  | 39  | Alessandro Gramigni | Yamaha       | 18     | +51.240             | 10   | 5      |
| 12  | 6   | Mauro Sanchini      | Kawasaki     | 18     | +57.491             | 14   | 4      |
| 13  | 15  | Giovanni Bussei     | Yamaha       | 18     | +57.503             | 13   | 3      |
| 14  | 28  | Serafino Foti       | Ducati       | 18     | +1:30.656           | 18   | 2      |
| 15  | 91  | Walter Tortoroglio  | Honda        | 18     | +1:41.410           | 21   | 1      |
| 16  | 50  | Marco Masetti       | Ducati       | 18     | +1:49.762           | 22   |        |
| 17  | 82  | Lorenzo Mauri       | Ducati       | 17     | +1 ronde            | 24   |        |
| DNF | 11  | Rubén Xaus          | Ducati       | 16     | Ongeluk             | 15   |        |
| DNF | 5   | Ivan Clementi       | Kawasaki     | 15     | Uitgevallen         | 17   |        |
| DNF | 4   | Troy Corser         | Petronas     | 14     | Uitgevallen         | 11   |        |
| DNF | 16  | Sergio Fuertes      | Suzuki       | 14     | Uitgevallen         | 23   |        |
| DNF | 8   | James Haydon        | Petronas     | 12     | Uitgevallen         | 20   |        |
| DNS | 33  | Juan Borja          | Ducati       | 0      | Niet gestart        |      |        |
| DNQ | 23  | Jiří Mrkývka        | Ducati       | 0      | Niet gekwalificeerd |      |        |

## Supersport
| Pos | Nr  | Rijder                   | Constructeur | Rondes | Tijd                | Grid | Punten |
| --- | --- | ------------------------ | ------------ | ------ | ------------------- | ---- | ------ |
| 1   | 7   | Chris Vermeulen          | Honda        | 16     | 30:16.092           | 2    | 25     |
| 2   | 4   | Jurgen van den Goorbergh | Yamaha       | 16     | +9.120              | 8    | 20     |
| 3   | 9   | Iain MacPherson          | Honda        | 16     | +12.236             | 5    | 16     |
| 4   | 3   | Stéphane Chambon         | Suzuki       | 16     | +12.251             | 6    | 13     |
| 5   | 1   | Fabien Foret             | Kawasaki     | 16     | +13.529             | 10   | 11     |
| 6   | 116 | Sébastien Charpentier    | Honda        | 16     | +13.817             | 11   | 10     |
| 7   | 93  | Christian Kellner        | Yamaha       | 16     | +14.249             | 17   | 9      |
| 8   | 15  | Alessio Corradi          | Yamaha       | 16     | +14.562             | 9    | 8      |
| 9   | 17  | Pere Riba                | Kawasaki     | 16     | +15.277             | 3    | 7      |
| 10  | 2   | Katsuaki Fujiwara        | Suzuki       | 16     | +16.066             | 4    | 6      |
| 11  | 18  | Robert Ulm               | Honda        | 16     | +16.962             | 12   | 5      |
| 12  | 12  | Christophe Cogan         | Honda        | 16     | +22.577             | 15   | 4      |
| 13  | 86  | Barry Veneman            | Honda        | 16     | +29.549             | 18   | 3      |
| 14  | 16  | Simone Sanna             | Yamaha       | 16     | +30.447             | 13   | 2      |
| 15  | 23  | Broc Parkes              | Honda        | 16     | +38.193             | 20   | 1      |
| 16  | 89  | Alessandro Polita        | Yamaha       | 16     | +38.258             | 16   |        |
| 17  | 71  | Werner Daemen            | Honda        | 16     | +38.336             | 7    |        |
| 18  | 88  | Ivan Goi                 | Yamaha       | 16     | +41.214             | 25   |        |
| 19  | 21  | Matthieu Lagrive         | Yamaha       | 16     | +48.719             | 22   |        |
| 20  | 34  | Didier Van Keymeulen     | Kawasaki     | 16     | +58.130             | 24   |        |
| 21  | 87  | Antonio Carlacci         | Yamaha       | 16     | +1:03.748           | 23   |        |
| 22  | 22  | Stefano Cruciani         | Kawasaki     | 16     | +1:11.456           | 27   |        |
| 23  | 11  | Arno Visscher            | Kawasaki     | 16     | +1:29.351           | 26   |        |
| DNF | 8   | Jörg Teuchert            | Yamaha       | 15     | Uitgevallen         | 19   |        |
| DNF | 69  | Gianluca Nannelli        | Yamaha       | 12     | Uitgevallen         | 14   |        |
| DNF | 77  | Thierry van den Bosch    | Yamaha       | 4      | Ongeluk             | 21   |        |
| DNF | 31  | Karl Muggeridge          | Honda        | 4      | Uitgevallen         | 1    |        |
| DNQ | 94  | Jan Hanson               | Honda        | 0      | Niet gekwalificeerd |      |        |

## Tussenstanden na wedstrijd

### Superbike
| Pos | Nr  | Rijder           | Team   | Punten |
| --- | --- | ---------------- | ------ | ------ |
| 1   | 100 | Neil Hodgson     | Ducati | 200    |
| 2   | 11  | Rubén Xaus       | Ducati | 115    |
| 3   | 10  | Gregorio Lavilla | Suzuki | 111    |
| 4   | 55  | Régis Laconi     | Ducati | 96     |
| 5   | 52  | James Toseland   | Ducati | 91     |

### Supersport
| Pos | Nr | Rijder                   | Team   | Punten |
| --- | -- | ------------------------ | ------ | ------ |
| 1   | 7  | Chris Vermeulen          | Honda  | 81     |
| 2   | 2  | Katsuaki Fujiwara        | Suzuki | 52     |
| 3   | 4  | Jurgen van den Goorbergh | Yamaha | 51     |
| 4   | 93 | Christian Kellner        | Yamaha | 46     |
| 5   | 3  | Stéphane Chambon         | Suzuki | 42     |

1990 · 1992 · 1993 · 1995 · 1996 · 1997 · 1998 · 1999 · 2000 · 2001 · 2002 · 2003 · 2004 · 2005 · 2006 · 2007 · 2008 · 2009 · 2010 · 2011 · 2012 · 2013